# Phylloptera vicina
Phylloptera vicina är en insektsart som beskrevs av Brunner von Wattenwyl 1891. Phylloptera vicina ingår i släktet Phylloptera och familjen vårtbitare. Inga underarter finns listade i Catalogue of Life.